# Riosta

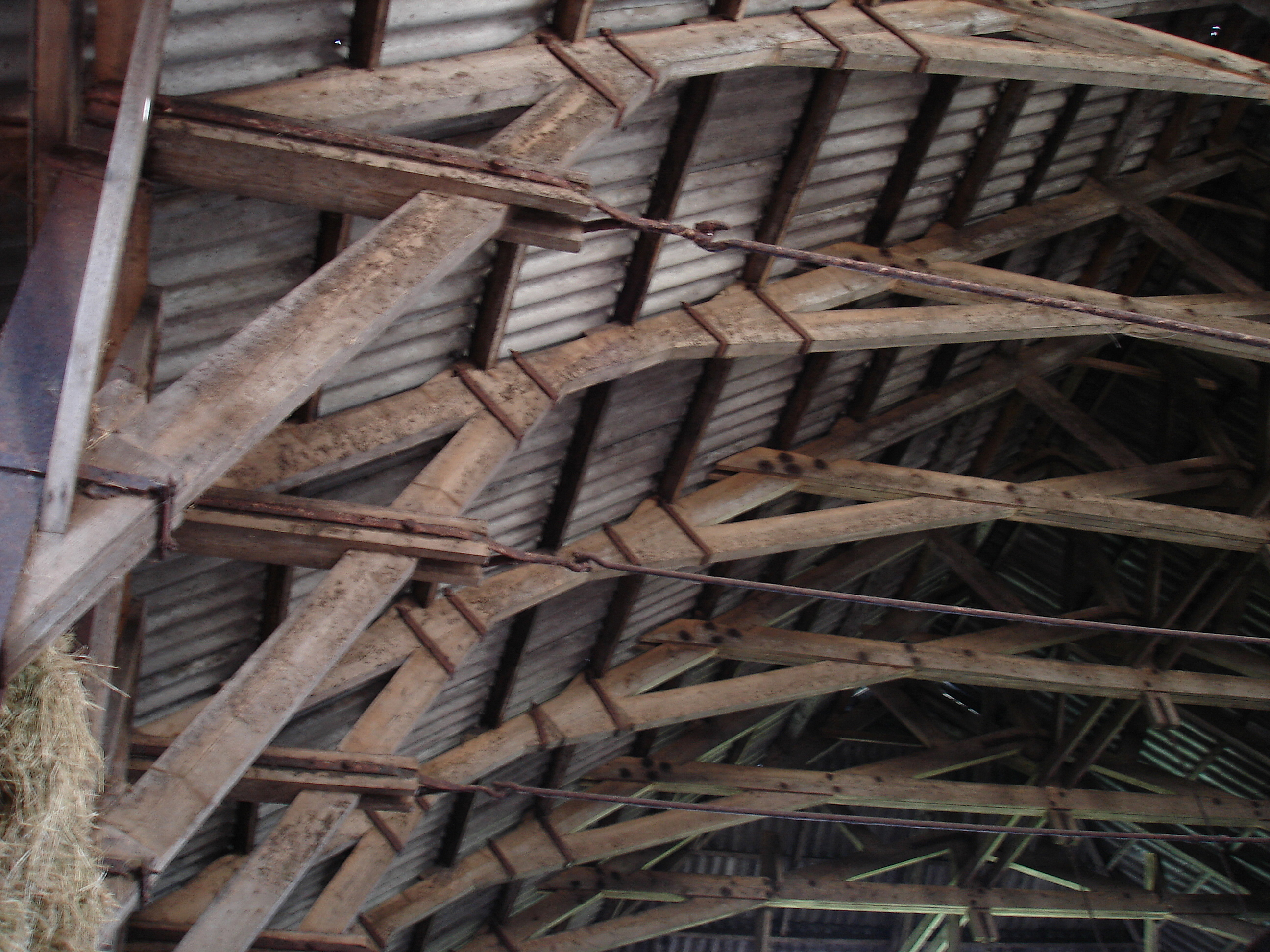
Les riostes són les fustes obliqües que sostenen les bigues recolzades en la paret.

Una riosta és una peça estructural de fusta o metall que unida obliquament a una altra de vertical serveix de sustentació a una tercera d'horitzontal (un tirant) o inclinada, com un reforç.

## Arquitectura i construcció
Les riostes són comunes en l'entramat de fusta, on s'utilitzen com a suport. Sovint les riostes es troben en l'estructura del sostre, partint d'una biga d'amarrament o un pal principal fins a una biga principal. Les riostes poden anar aplomades o inclinades verticalment i poden ser dretes o corbes.